# 中華人民共和國對小熊維尼的審查
从2017年7月诺贝尔和平奖得主刘晓波逝世开始，中国政府审查了小熊維尼的图像，其中以迪士尼的版本为甚。外界認爲中國大陸政府審查封殺小熊維尼的導火索是小熊維尼被用於與中国共产党总书记习近平類比。中国政府认为这是对其党和国家领导人的不尊重与嘲弄。

## 背景

### 中国的审查制度
中国共产党在其统治范围内施行了严苛的审查制度。例如，中国政府审查了有关文化大革命和中国共产党中央委员会主席毛泽东、 六四事件以及台湾相關的話題。中国政府的审查制度最初仅限于大陆，现在正在扩展到其他地区，例如台湾。在2017年，台湾的大学被要求避免在课堂上讨论敏感问题，包括“中国统一”、“台湾独立”或“一中一台”。由于来自大陆付费就读的留学生所带来的经济利益，157所大学中有超过80所大学同意了这些要求。

### 将习近平与小熊维尼类比
中国网友经常将习近平比作小熊维尼，以讽刺习近平塑造的公众形象。习近平试图将自己描绘成严肃的人，而小熊维尼则是一个面向儿童的卡通喜剧角色。
将卡通人物小熊维尼与习近平进行类比的行为可以追溯到2013年，当时中国领导人习近平在美国与美国总统奥巴马会面。其中一张两位领导人并排走路的照片立即被比拟为与小熊维尼和牠的朋友跳跳虎。当天社交媒体上的诙谐气氛延申到了其他场合和其他领导人，其中包括日本首相安倍晋三。网友认为安倍晋三的形象与小熊维尼系列中的另一个角色屹耳有不少相似之处。中国当局非常不愿意任何人对习近平发表幽默评论，而当一些政治活动家和持不同政见者用小熊维尼来表达他们的不满时，当局最终将矛头对准了小熊维尼。
网友一直在使用小熊维尼来嘲笑中共总书记习近平，导致中国政府在社交媒体上屏蔽了小熊维尼的图片和提及牠的发言。这只是中国在限制网友绕过中国审查制度所做举措的冰山一角。中国政府不仅要避免网友借小熊维尼嘲讽习近平，更要防止网友使用小熊维尼委婉地代指中共中央总书记习近平。

### 评价
与中国大陆对六四事件的审查一样，中国大陆对小熊维尼的审查也存在实践上的矛盾。例如自2017年7月刘晓波逝世以来，尤其是2018年2月，中国共产党中央委员会建议修改宪法废除领导人任期限制以来，中国大陆的网络平台集体常态化对小熊维尼相关图文、影片宣传做出的限制和网民相关言论控制的增强，甚至还因此出现了对此并不知情的网民因“踩雷”被封杀的事件。2017年7月至2020年7月，哔哩哔哩一度对包含“小熊维尼”关键词的相关视频关闭弹幕和评论。目前，在敏感时期（例如每年六四事件前后、中国共产党全国代表大会前后及举办期间），审查严厉程度会进一步加大。
在中国的网络上搜寻“小熊维尼为什么会被屏蔽”等相关内容，则只会提供经过审查后的结果；在中国的网站服务器一般不能提供小熊维尼屏蔽原因的相关信息。由于此事件及审查缘由在中国大陆并不会公开通知，这样的做法反而导致对此事件不知情的民众产生疑问，甚至进而设法试图得知小熊维尼为何会被屏蔽及相关政治隐喻这一事件，形成两难。

## 文化影响
小熊維尼在2019年10月首播的《南方公园》剧集〈中国乐队〉中登場。小熊維尼在這一集當中影射習近平，並被另一個角色Randy Marsh殘忍殺害。之後，《南方公園》全集在中國遭全面封殺。
2023年3月21日，電影發行商VII Pillars Entertainment在Facebook上宣布，原定于3月23日上映的《小熊維尼：血與蜜》在港澳地區取消上映。此舉疑似受2021年香港電影審查條例修正案影響，該條例禁止公開放映被認為「可能危害國家安全」的電影。不過，VII Pillars Entertainment並未對這一決定做出任何解釋。
2023年4月8日，中華民國空軍發佈一張台灣飛行員的照片。其中，飛行員佩戴的肩章描繪了一隻台灣黑熊正在毆打小熊維尼的畫面，該徽章由徐有朋在2022年設計。從那以後，這張照片在網上传播，并受到部分台灣軍人和平民喜愛，徐有朋也因此製作了更多肩章。面對媒體採訪時，他表示想通過設計這個肩章來提高部隊的士氣。該徽章不是中華民國空軍制服的正式組成部分，但軍方對此「保持開放態度」。